# Sträflings-Doktorfisch
Der Sträflings-Doktorfisch (Acanthurus triostegus), auch Gitter-Doktorfisch genannt, ist eine Art aus der Familie der Doktorfische.

## Verbreitung und Lebensraum
Der Sträflingsdoktorfisch kommt im gesamten tropischen Indopazifik vor. Er ist an den Küsten von Ostafrika ebenso wie an denen von Mexiko und Panama zu finden. Er lebt dort über den Hartböden an Außenriffen und in Lagunen und ist in Gewässertiefen von 0 bis 90 Metern zu beobachten.

## Aussehen
Der Sträflings-Doktorfisch hat wie alle Doktorfischarten einen hochrückigen, seitlich abgeflachten Körper und erreicht eine Körperlänge von bis zu 26 cm. Die Flossenränder von After- und Rückenflosse sind abgerundet, die Schwanzflosse ist nahezu gerade.
Der Körper besitzt eine hellgraue bis grauweiße Färbung und hat sechs vertikale schwarzgraue Streifen. Ein Streifen verläuft über das hoch am Körper liegende Auge; der letzte Streifen verläuft über die Schwanzwurzel. Am Anfang der Schwanzwurzel trägt der Sträflings-Doktorfisch den für Skalpelldoktorfische typischen Dorn.

## Verhalten
Sträflings-Doktorfische bilden sehr häufig große Schwärme, die bis zu 1.000 Individuen umfassen können. Er vergesellschaftet sich gelegentlich auch mit anderen Fischarten wie beispielsweise Kaninchen- und Papageifischen. Die Ausbildung solcher Fressschwärme ist eine Verhaltensanpassung aufgrund der wenig nahrhaften Hauptnahrung von Mikroalgen. Im Schwarm sind Sträflings-Doktorfische in der Lage, in die Nahrungsreviere anderer wehrhafter Fischarten einzudringen. Als 1998 Korallen in großer Zahl vor den Malediven abstarben, lösten sich dort die Schwärme der Sträflingsdoktorfische auf, da aufgrund des Algenaufkommens ausreichend Nahrungsreserven zur Verfügung standen.